# Moundang (peuple)
Cet article concerne le peuple moundang. Pour la langue moundang, voir Moundang (langue).
Les Moundang sont un peuple d'Afrique centrale vivant principalement au Sud-Ouest du Tchad, également au Nord et à l'extrême Nord du Cameroun, et dans une moindre mesure au nord-est du Nigeria.

## Ethnonymie
Selon les sources et le contexte, on rencontre différentes formes : Kaele, Marhay, Moundangs, Moundan, Mundang, Mundangs, 
Musembani, Musemban, Nda.
Les Moundang ont souvent été rattachés au grand groupe des Kirdi, une appellation donnée par les populations islamisées voisines, notamment les Peuls, et reprise par la littérature coloniale. Longtemps péjorative (« païens »), cette dénomination évolue quelquefois vers une affirmation identitaire.
Si au Tchad les Moundang sont connus sous l'appellation de Za ni, au Cameroun par contre ils se font appeler Ka-bi.

## Histoire

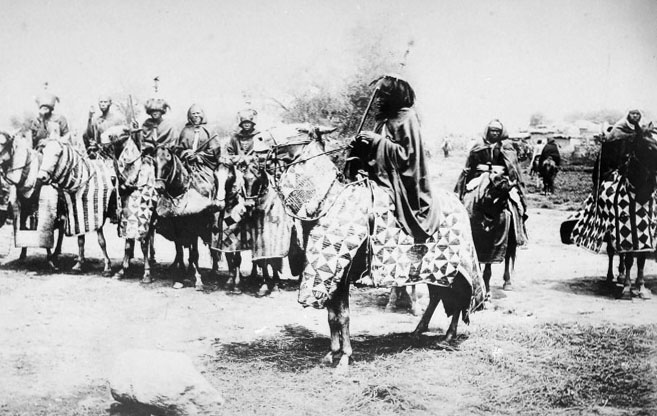
Cavaliers moundans (Mission Moll, 1905-1907)

Le royaume moundang de Léré est fondé par Damba, fils cadet du roi de Libé, au début du XVIIIe siècle.

## Langu Buduma
Les Moundang parlent le moundang, une langue nigéro-congolaise. Le nombre de locuteurs était estimé à 235 700 dans les années 2000, dont 191 000 au Tchad (2006) et 44 700 au Cameroun (1982).

## Religion
Les religions pratiquées par le peuple Moudang sont l'animisme, le christianisme et l'Islam.

## Architecture

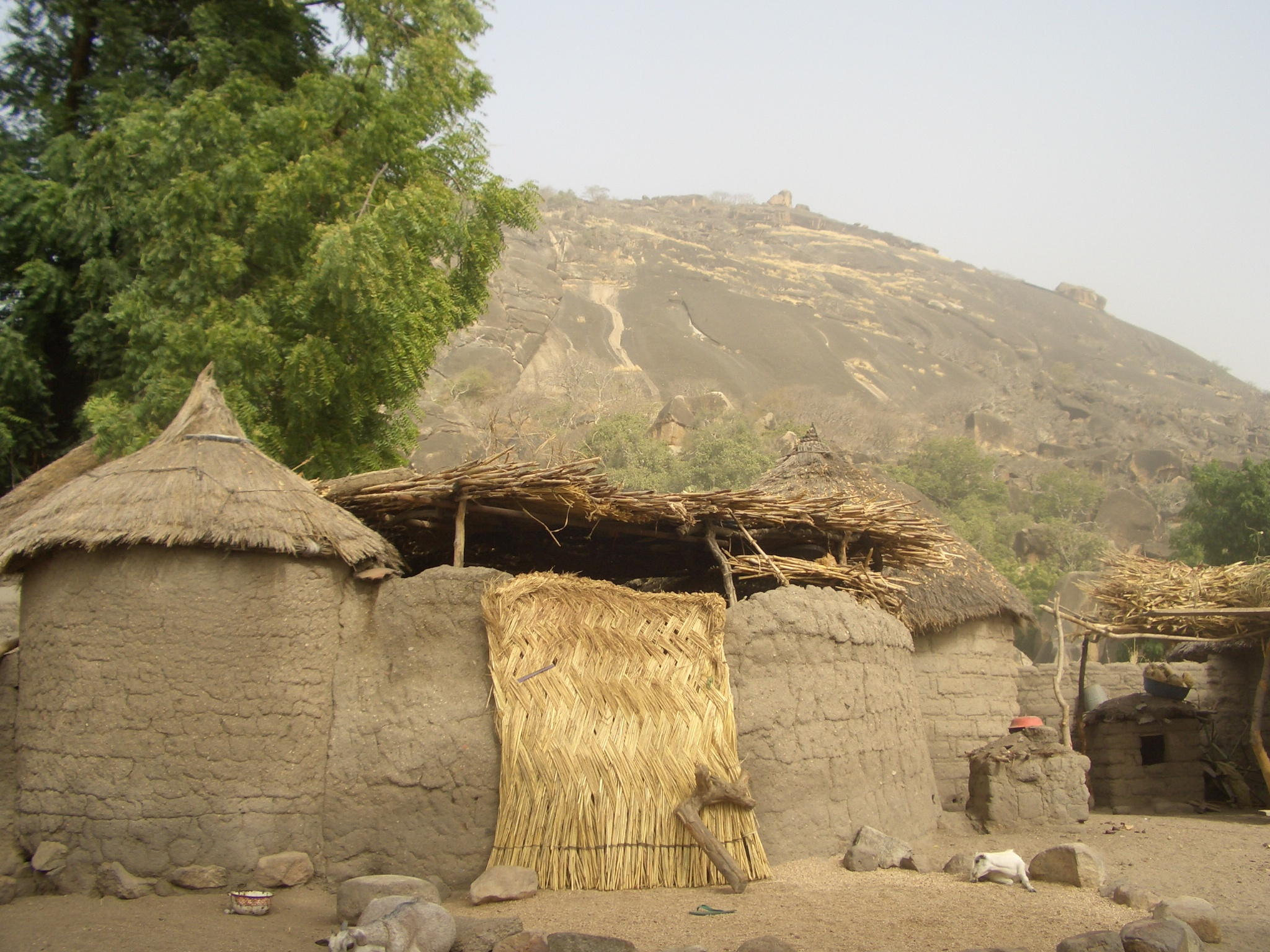
Cases (Cameroun).
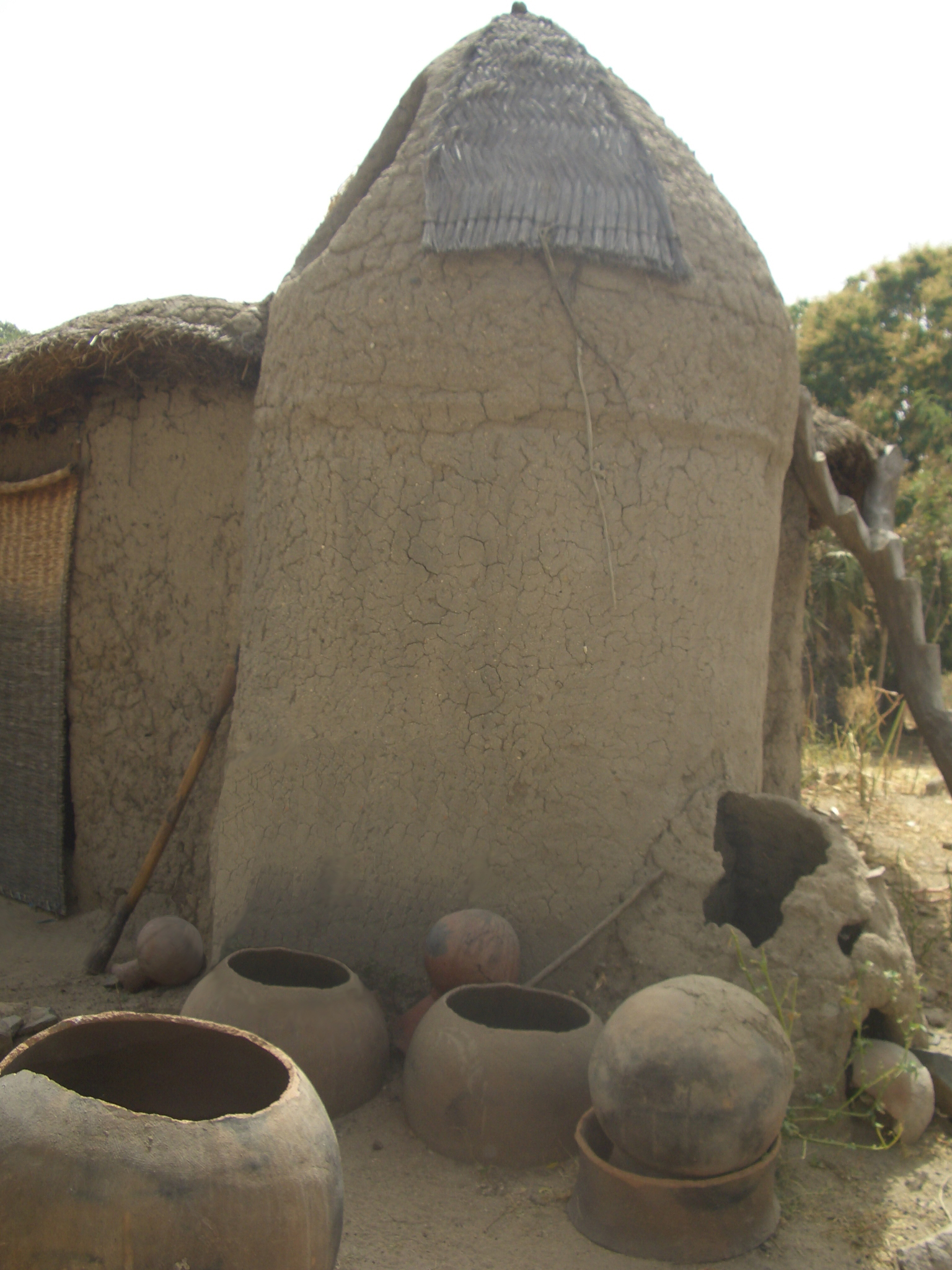
Grenier (Tchad).
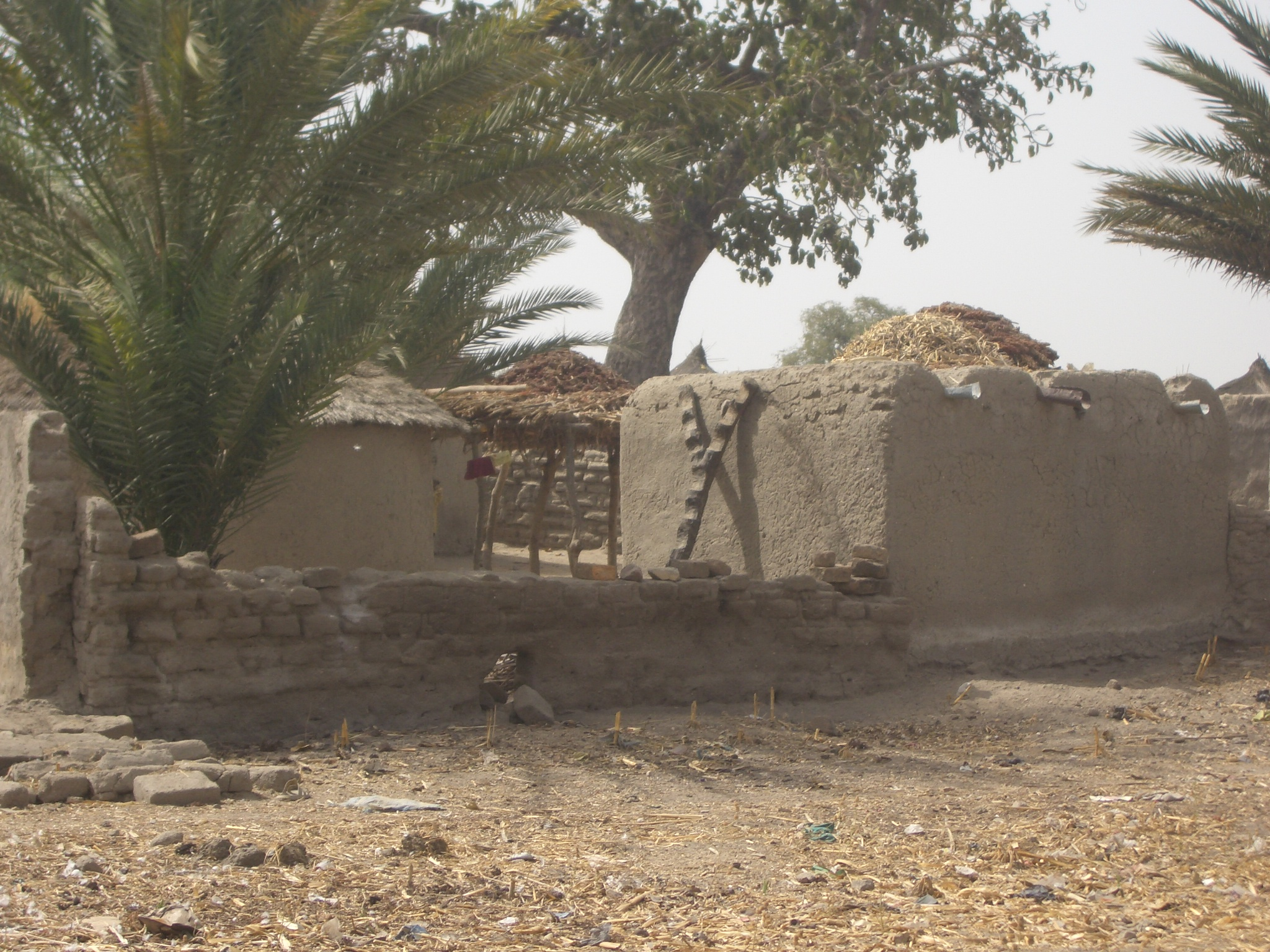
Maisons à toits plats (Tchad).
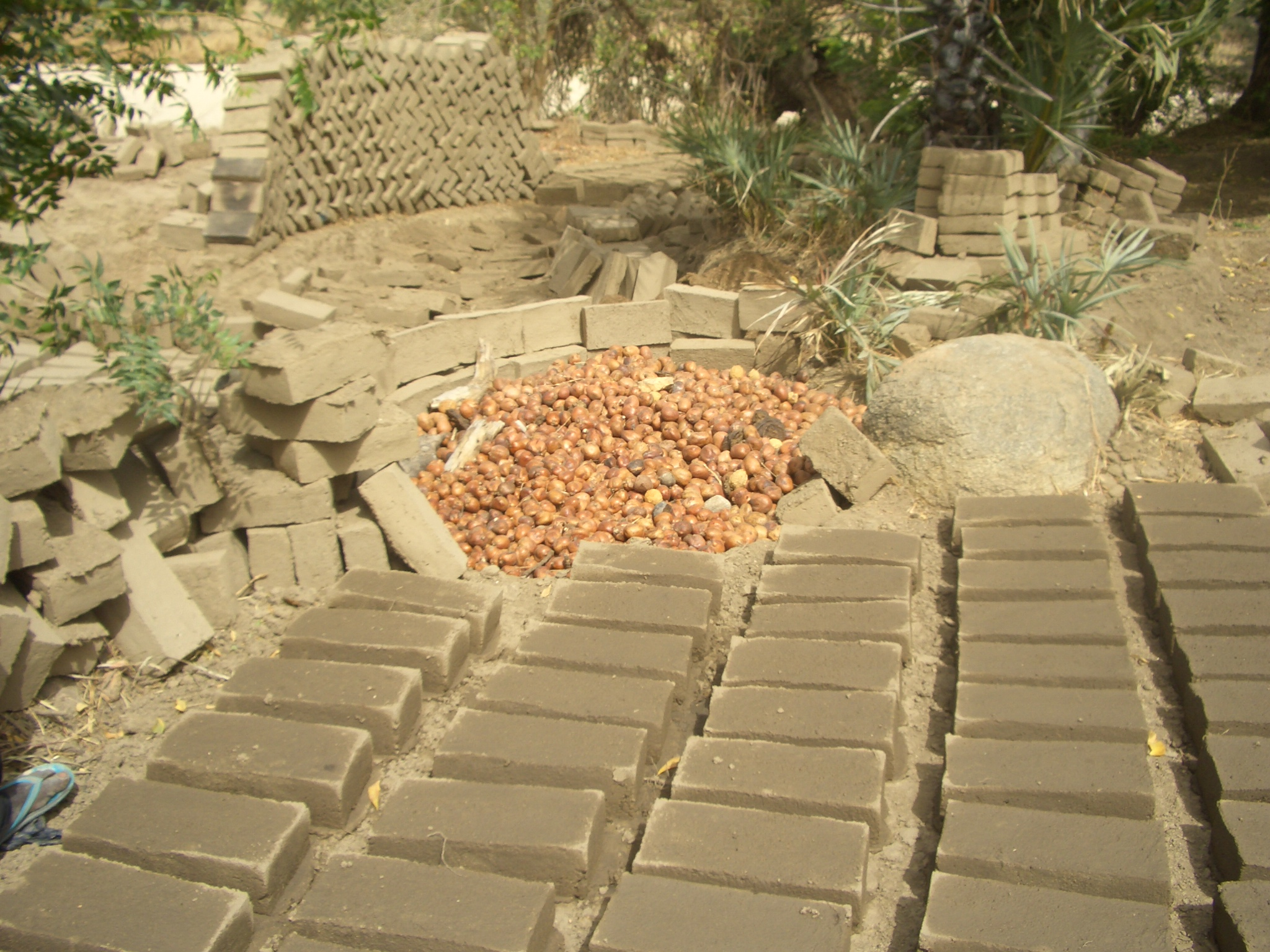
Briques en argile crue (Tchad).
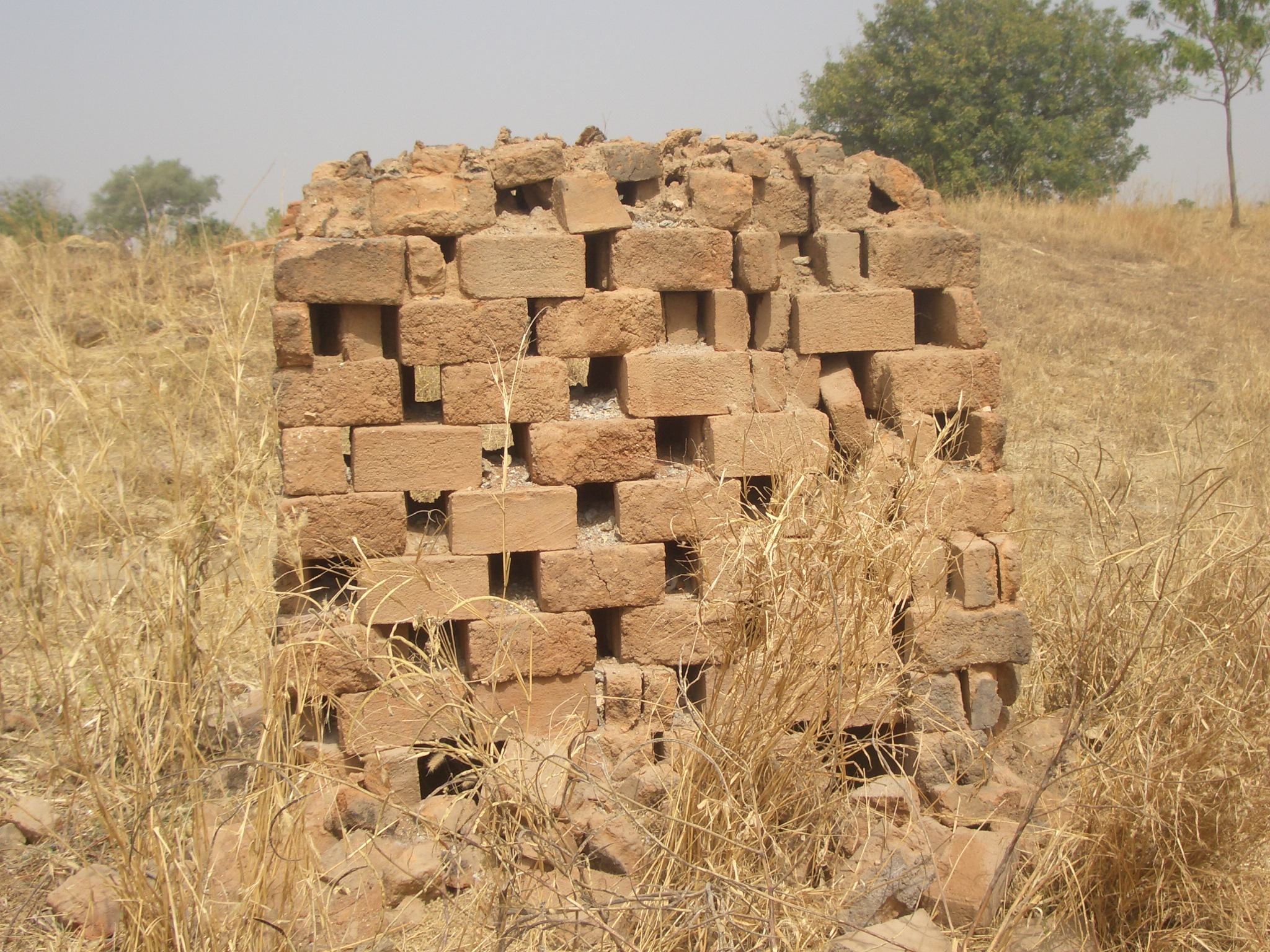
Briques en terre cuite (Tchad.